# Iotete
Iotete (né vers 1790, mort en 1843) fut haka'iki (chef) de Tahuata, une île du groupe sud-est de l'archipel des Marquises. 

## Biographie
Au début du XIXe siècle (entre 1826 et 1842, approximativement, selon Nicholas Thomas),. Iotete adopte une attitude de coopération envers les étrangers, européens et américains, qui jettent l'ancre sur son île durant cette période. Les encourageant à faire escale, il exige de ces étrangers un mousquet par navire qui choisit d'accoster sur ses terres. Contrairement à plusieurs autres haka'iki à l'époque, il accepte d'adopter plusieurs pratiques chrétiennes que plusieurs missionnaires protestants, notamment de la London Missionary Society (L.M.S.), tentent alors d'imposer avec très peu de succès et promet qu'il renoncera à adorer les idoles et à respecter les tabus. Cette attitude n'est pas désintéressée: il possède alors des visées hégémoniques et souhaite s'attirer les faveurs des Britanniques afin d'obtenir des fusils, de la poudre et des honneurs.